# Moldova Nouă

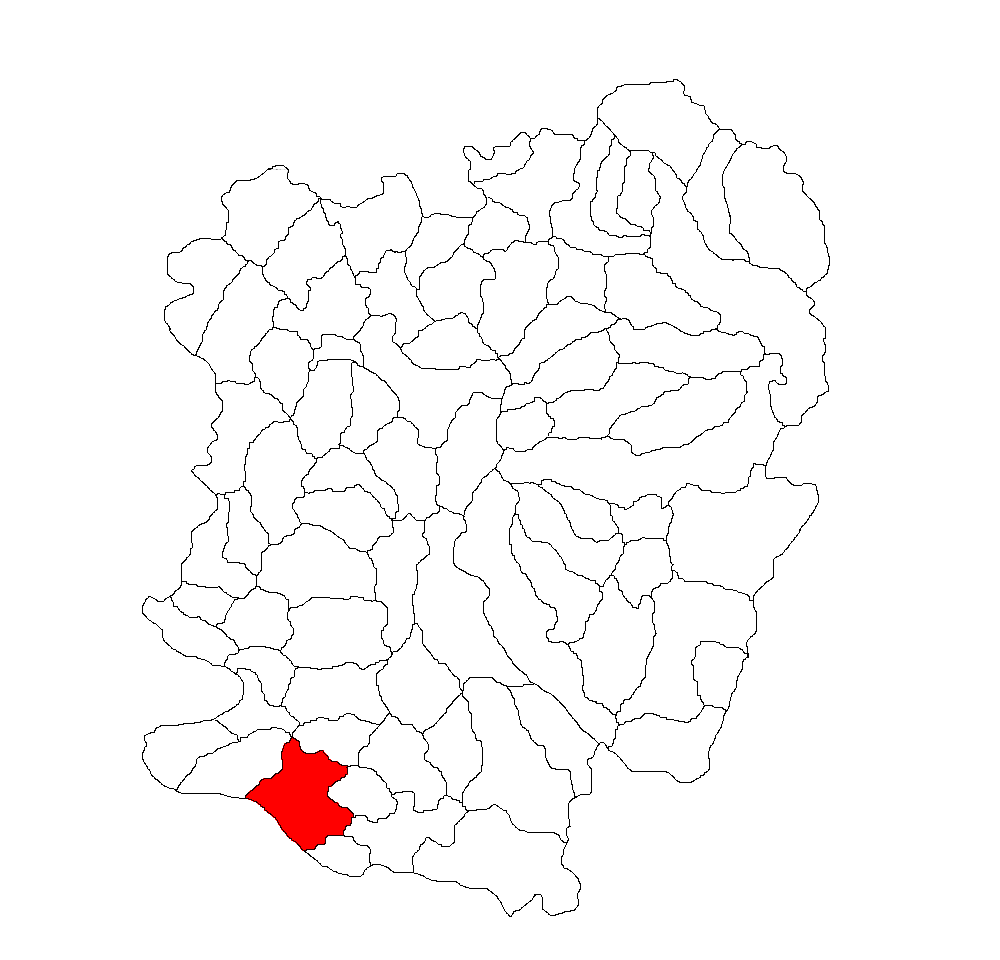
Lage von Moldova Nouă im Kreis Caraș-Severin

Moldova Nouă (Ausspracheⓘ; deutsch Neumoldowa, ungarisch Újmoldova, tschechisch Nová Moldava, kroatisch Nova Moldova, serbisch-kyrillisch Нова Молдова) ist eine Stadt im Kreis Caraș-Severin in der Region Banat in Rumänien. 

## Geographische Lage
Moldova Nouă liegt im Banat an der Südseite des Locva-Gebirges, wenige Kilometer links der Donau. Die Kreishauptstadt Reșița befindet sich etwa 65 km nördlich.

## Nachbarorte
| Bela Crkva      | Oravița                                     | Târnova   |
| Veliko Gradište | Kompassrose, die auf Nachbargemeinden zeigt | Orșova    |
| Braničevo       | Coronini                                    | Sichevița |

## Geschichte
Das Gebiet der heutigen Stadt bestand ursprünglich aus zwei Dörfern, und zwar Bosniak (1723 erstmals erwähnt, ursprünglich von Siedlern aus der Steiermark und Tirol bewohnt) und Baron (1761, rumänisches Dorf). Seit 1777 ist die heutige Bezeichnung belegt. Die Geschichte der Stadt ist eng mit dem Bergbau verbunden, der bereits zur Zeit des Römischen Reiches betrieben und spätestens 1728 – unter der Herrschaft Österreich-Ungarns – wieder aufgenommen wurde. Seit 1918 gehört der Ort zu Rumänien. 1968 wurde er zur Stadt ernannt. Dabei stagnierte in den letzten Jahrzehnten die Entwicklung des eigentlich zentralen Ortsteils Moldova Nouă, während der an der Donau gelegene Ortsteil Moldova Veche durch den Hafen deutlich expandierte. Wichtige Erwerbszweige sind die Fischerei, die Schifffahrt, die Holzverarbeitung und die Landwirtschaft.
Der Kupferbergbau ist seit 2005 praktisch zum Erliegen gekommen. Die Erdmassen der Abraumhalden sind unzureichend verfestigt. Durch Wind kommt es immer wieder zum Transport giftigen Staubes bis nach Serbien, was immer wieder zu diplomatischen Spannungen zwischen beiden Ländern führte.

## Bevölkerung
Im Jahr 1777 wurden in Moldova Nouă 32 Häuser gezählt. 1880 lebten im eigentlichen Ort 3158 Menschen, davon 2586 Rumänen, 421 Deutsche, 44 Serben und 17 Ungarn. Bis 1966 nahm die Einwohnerzahl zu (5838) und ist seitdem wieder rückläufig. Bei der Volkszählung 2002 wurden in der eigentlichen Stadt noch 3492 Einwohner registriert, darunter 3314 Rumänen, 67 Tschechen, 49 Roma, 29 Serben, 20 Ungarn und 10 Deutsche. In der gesamten Stadt lebten 2002 13.917 Menschen.

## Verkehr
Moldova Nouă hat keinen Bahnanschluss. Von großer wirtschaftlicher Bedeutung ist der Donauhafen in Moldova Veche. Durch die Stadt führt die Nationalstraße 57 von Orșova nach Moravița. Es bestehen regelmäßige Busverbindungen nach Timișoara, Reșița und Caransebeș.

## Sehenswürdigkeiten
- Naturreservat Valea Mare im Locva-Gebirge
- Nationalpark Eisernes Tor
- Decebal-Insel in der Donau
- Höhle Gaura cu Muscă

## Söhne und Töchter der Stadt
- Ella Zeller-Constantinescu (1933–2025),  Tischtennisspielerin, vierfache Weltmeisterin
- Mihăiță Pleșan (* 1982), Fußballspieler
- Anca Pop (1984–2018), Sängerin
- Raul Costin (* 1985), Fußballspieler
- Iasmin Latovlevici (* 1986), Fußballspieler
- Adrian Gaspar (* 1987), Pianist, Komponist und Arrangeur
- Deian Sorescu (* 1997), Fußballspieler